# 종교적 교훈
종교적 교훈은 종교에서 지니고있는 교훈적 특성을 뜻한다.

## 종교적 교훈과 윤리적 관계
종교에 명시된 종교적 교훈들은 윤리적 교훈과 일치하는 경우가 있다. 이 때문에 사람들이 종교적 내용 전체를 윤리로 과대 포장하는 경우가 종종 발생하는데 종교적 교훈을 무조건 윤리적 교훈과 일치한다고 단정짓는 것은 옳지 않다. 다음은 종교적 교훈을 윤리적 교훈으로 함께 혼동하는 경우의 예이다.
다음은 신약성경 예수의 언행을 예로 든 것이다.
누가 너의 오른뺨을 치거든 왼뺨마저 내 주어라. — 신약성경, 예수

철학자, 서적 등의 윤리적 주장에 따르면 타인을 도와주고 베푸는 것도 좋지만, 본인에게 피해가 갈 정도로 본인을 희생한 채, 본인만 피해를 입는것은 옳지 않다는 것이다. 종교에 정말로 윤리적 내용이 있다하더라도 종교를 믿는 사람들이 해당 구절의 의미를 본래 뜻과 다르게 잘못 받아들이는 경우가 있을 수 있다. 윤리는 다양한 관점이 있는 것인데 종교는 일부 종교를 제외하고는 대부분 방향성이 정해져 있다.
이와 같은 경우가 발생한 것은 윤리에 대한 일반화와 자세한 정의를 모르기 때문이라고 추측된다.

## 관련 참고 기사
- 종교적 견해에서 본 도청, 한국일보.

## 같이 보기
- 윤리
- 도덕
- 종교
- 이타주의
- 합리주의